# We Are the Champions
"We Are the Champions" er en powerballede skrevet af Freddie Mercury og indspillet og fremført af det britiske rockband Queen, fra deres album News of the World fra 1977. Det er en af deres mest kendte og populære sange, og den er stadig en af rockens mest genkendelige hymner.
Sangen var en verdensomspændende succes, hvor den nåede en andenplads på den britiske singlehitliste, og en fjerdeplads på den amerikanske singlehitliste. I 2009 blev "We Are the Champions" optaget i Grammy Hall of Fame, og blev stemt ind som verdens yndlingssang i en afstemning om verdens musik lavet af Sony Ericsson i 2005.
I 2011 konkluderede et hold af forskere, at sangen var den catchieste i populærmusikkens historie. "We Are the Champions" er blevet en hymne for sportssejre, heriblandt som officiel temasang til FIFA World Cup 1994, og er ofte brugt eller refereret til i populær kultur. Flere kunstnere har også lavet coverudgaver af sangen.

## Sangskrivningen
"We Are the Champions" er skrevet af Freddie Mercury, og er lavet til at få publikum til at respondere. Brian May sagde: "Vi ville gerne at publikum viftede med hænderne og sang. Det er meget samlende og positivt".
Musikalsk er den baseret på Mercurys klaverdel, men Roger Taylor og John Deacon spillende på henholdsvis trommer og bass. May overdubbede enkelte guitarsektioner, i starten nedtonet, men byggede det op til en solo der blev spillet simultant med det sidste vers. Mercury brugte mange jazz-toner (mol og dur 6., 7., 9., 11. og 13. harmonier), og omkvædene havde disse som enten 4 eller 5-parts vokale harmonier. Den ledende vokal kræver meget og er hvinende. En af Mercurys mest berømte fremførelser af sangen var ved Live Aid-koncerten i 1985 på Wembley Stadium i London.
Singlen havde "We Will Rock You" som b-side, og efterfulgte sangen på albummet. De to sange blev ofte spillet lige efter hinanden, i slutningen af Queen-koncerter, og bliver gerne spillet efter hinanden når de bliver sendt i radioen (som på albummet). Som traditionen bød, var sangen også den sidste sang der blev fremført ved Freddie Mercury mindekoncerten i 1992, hvor alle koncertens optrædende var med på scenen og sang med, bag forsangeren Liza Minnelli.

## Medvirkende
- John Deacon – bas
- Brian May – guitar
- Freddie Mercury – sang, piano
- Roger Taylor – trommer

### Hitlister og certifikationer
| Hitliste (1977–78)              | Højeste placering |
| ------------------------------- | ----------------- |
| Østrig                          | 12                |
| Holland top 40                  | 2                 |
| Tyskland                        | 13                |
| Irish Singles Chart             | 3                 |
| Norge (VG-lista)                | 6                 |
| Sverige (Sverigetopplistan)     | 14                |
| Storbritannien                  | 2                 |
| USA Billboard Hot 100           | 4                 |
| Hitlisten (1993/94)             | Højeste placering |
| Holland Mega Top 100            | 27                |
| Frankrig                        | 14                |
| Hitliste (1998)                 | Højeste placering |
| Frankrig                        | 10                |
| Hitliste (2006)                 | Højeste placering |
| USA Billboard Hot Digital Songs | 61                |

| Årsliste (1978) | Placering |
| --------------- | --------- |
| Østrig          | 25        |
| Årsliste (1998) | Placering |
| Frankrig        | 72        |